# وال د لاگوارت
وال دِ لاگوارت (به اسپانیایی: Vall de Laguart) دهستانی در استان آلیکانتهٔ اسپانیا است.
در این دهستان ۹۶۱ نفر زندگی می‌کنند. مساحت این دهستان ۲۳٫۱۴ کیلومتر مربع است.